# Tilibra
A Tilibra é uma papelaria fundada em 1928. Encontra-se em atuação na cidade de Bauru, interior de São Paulo. Em 2004 a Tilibra passou a integrar a divisão de negócios de papelaria do grupo norte-americano MeadWestvaco (MEV) e em 2012, através de um processo de fusão, a divisão de negócios de papelaria do grupo MWV juntou-se à ACCO Brands.

## Marcas
Tilibra é conhecida por frequentemente fazer uso de personagens terceirizados nas capas de seus cadernos como personagens da Disney, de animes, celebridades, jogos, além de marcas próprias e personalizadas de cadernos. Entre suas marcas originais mais conhecidas estão Jolie, Menininhas e Plush Poison.